# Blast Tyrant
Blast Tyrant – szósty studyjny album zespołu stoner rockowego Clutch. Został wydany w roku 2004, zawiera 15 utworów. Pełna nazwa albumu to Blast Tyrant's Atlas of the Invisible World Including Illustrations of Strange Beasts And Phantoms. Dwupłytowa reedycja albumu ukazała się 29 marca 2011. Pierwsza płyta zawiera 15 oryginalnych utworów, na drugiej znajduje się 10 utworów, wśród nich materiał wcześniej niepublikowany i nagrania akustyczne („Tight Like That”, „Basket of Eggs”, „The Regulator”, i „Drink to the Dead”). Łącznie wydanie reedycji ma długość 97 minut.

Blast Tyrant jest pierwszym albumem Clutch, na którym pojawia się gitara akustyczna (utwór „The Regulator” & „Ghost”).

## Lista utworów
| 1.  | Mercury                                | 3:00  |
|     |                                        |       |
| 2.  | Profits of Doom                        | 3:12  |
|     |                                        |       |
| 3.  | The Mob Goes Wild                      | 3:32  |
|     |                                        |       |
| 4.  | Cypress Grove                          | 2:45  |
|     |                                        |       |
| 5.  | Promoter (of Earthbound Causes)        | 3:14  |
|     |                                        |       |
| 6.  | The Regulator                          | 5:25  |
|     |                                        |       |
| 7.  | Worm Drink                             | 3:13  |
|     |                                        |       |
| 8.  | Army of Bono                           | 4:36  |
|     |                                        |       |
| 9.  | Spleen Merchant                        | 2:38  |
|     |                                        |       |
| 10. | (In the Wake of) The Swollen Goat      | 3:01  |
|     |                                        |       |
| 11. | Weathermaker                           | 0:47  |
|     |                                        |       |
| 12. | Subtle Hustle                          | 2:46  |
|     |                                        |       |
| 13. | Ghost                                  | 4:37  |
|     |                                        |       |
| 14. | (Notes from the Trial of) la Curandera | 5:49  |
|     |                                        |       |
| 15. | WYSIWYG                                | 5:49  |
|     |                                        |       |
|     |                                        | 54:24 |
|     |                                        |       |

## Udział przy tworzeniu
- Machine – Producent
- Neil Fallon – wokalista, gitara elektryczna, Perkusja
- Tim Sult – gitary
- Jean Paul Gaster – bębny, perkusja
- Dan Maines – gitara basowa
- Jeff Juliano – technik
- Bob McLynn – A&R
- Nick Rowe – edycja cyfrowa
- Ted Young – asystent

## Pozycje na listach
Album
| Rok  | Lista                  | Pozycja |
| ---- | ---------------------- | ------- |
| 2004 | The Billboard 200      | #147    |
| 2004 | Top Heatseekers        | #4      |
| 2004 | Top Independent Albums | #9      |

Single
| Rok  | Utwór               | Lista                  | Pozycja |
| ---- | ------------------- | ---------------------- | ------- |
| 2004 | „The Mob Goes Wild” | Mainstream Rock Tracks | #39     |